# Mario Bonnard
Pour les articles homonymes, voir Bonnard.
Mario Bonnard, né le 24 décembre 1889 à Rome et mort le 22 mars 1965 dans la même ville, est un réalisateur, scénariste, acteur et producteur de cinéma italien.

## Biographie
Mario Bonnard débute au cinéma comme acteur en 1909 et joue jusqu'en 1924 (donc, uniquement pendant la période du muet). En 1916, il réalise son premier film et poursuit cette activité jusqu'en 1961. Outre des films italiens — majoritaires —, il met en scène quelques films allemands ou français (sans compter les coproductions) dans les années 1920 et 1930. S'il a abordé différents genres comme le péplum, le mélodrame ou la biographie d'artistes c'est surtout dans le film historique qu'il a donné le meilleur de lui-même (le pont des soupirs, le roi s'amuse, Fra Diavolo) et par là même perpétue la tradition initiée par Mario Caserini.
Sur certaines de ses réalisations, il est également acteur, scénariste (de 1926 à 1961) et producteur (deux films, en 1921 et 1933). Enfin, expérience unique, il est monteur de l'un de ses films en 1932.
Mario Bonnard est mort d'une crise cardiaque le 22 mars 1965  à Rome.

## Filmographie partielle

### Comme acteur
- 1909 : Othello (Otello) de Gerolamo Lo Savio
- 1912 : Parsifal de Mario Caserini
- 1912 : Satan de Luigi Maggi
- 1914 : Ma l'amor mio non muore... de Mario Caserini
- 1915 : Titanic de Pier Angelo Mazzolotti
- 1916 : Don Giovanni d'Edoardo Bencivenga
- 1920 : Le Rouge et le Noir
- 1921 : L'amico[2]
- 1923 : Il tacchino
- 1924 : La maschera che ride

### Comme réalisateur
- 1916 : Catena
- 1917 : Treno di lusso (it)
- 1917 : L'altro io (it)
- 1919 : Mentre il pubblico ride
- 1920 : Le Père Lebonnard (it) (Papà Lebonnard)
- 1920 : Il fauno di marmo (it)
- 1920 : Il milione (it)
- 1920 : Le Rouge et le Noir (Il rosso e il nero)
- 1920 : L'amica (it)
- 1922 : I promessi sposi (it)
- 1923 : Il tacchino
- 1924 : La maschera che ride
- 1926 : Sibérie, terre de douleur (Die Flucht in den Zirkus), coréalisé avec Guido Schamberg)
- 1927 : Rapa-nui (de) (Der goldene Abgrund), coproduction franco-allemande
- 1928 : Théâtre (Das letze Souper)
- 1928 : The Sinner (en)
- 1928 : Le Drame du Mont Cervin (de) (Der Kampf ums Matterhorn), coréalisé avec Nunzio Malasomma
- 1929 : L'Épreuve d'une nuit (de) (Anschluß um Mitternacht)
- 1929 : Les Mystères du pôle Nord (de) (Der Ruf des Nordens), coréalisé avec Nunzio Malasomma
- 1930 : Les Chevaliers de la montagne (Der Sohn der weißen Berge)[3]
- 1930 : Les Fontaines sacrées (de) (Die heiligen drei Brunnen)
- 1931 : Fra Diavolo[4]
- 1932 : Pas de femmes
- 1932 : La Fameuse Équipe (it) (Cinque a zero)
- 1933 : Trois Hommes en habit (Tre uomini in frack)[5]
- 1933 : Ève cherche un père
- 1933 : Le Masque qui tombe (Il trattato scomparso)[6]
- 1935 : La Marche nuptiale (La marcia nuziale)[7]
- 1935 : Milizia territoriale (it)
- 1936 : Trente Secondes d'amour (Trenta secondi d'amore)
- 1936 : L'albero di Adamo (it)
- 1937 : Le Féroce Saladin (Il feroce Saladino)
- 1938 : Jeanne Doré
- 1938 : Il conte di Bréchard
- 1939 : Frenesia
- 1939 : Le Ring enchanté (it) (Io, suo padre)
- 1940 : Le Pont des soupirs (it) (Il ponte dei sospiri)
- 1940 : La fiancée de Portici (it) (La fanciulla di Portici)
- 1940 : Dette d'honneur (it) (La gerla di papà Martin)
- 1941 : Le roi s'amuse (Il re si diverte)
- 1941 : Le Chevalier noir (it) (Marco Visconti)
- 1942 : Avanti c'è posto..., avec Aldo Fabrizi
- 1943 : Campo de' fiori
- 1943 : Che distinta famiglia! (it)
- 1945 : Il ratto delle sabine
- 1946 : Adieu ma belle Naples (it) (Addio, mia bella Napoli!)
- 1949 : La città dolente
- 1950 : Il voto
- 1950 : La Maudite (Margherita da Cortona)
- 1951 : Stasera sciopero (it)
- 1951 : Son dernier verdict (L'ultima sentenza)
- 1952 : Le Tourment du passé (Tormento del passato)
- 1952 : Les enfants ne sont pas à vendre (I figli non si vendono)
- 1953 : Phryné, courtisane d'Orient (Frine, cortigiana d'Oriente)
- 1954 : Haine, Amour et Trahison (Tradita)
- 1954 : Hanno rubato un tram, coréalisé avec Aldo Fabrizi
- 1955 : Les Anges aux mains noires (La ladra)
- 1956 : Mi permette, babbo!
- 1958 : L'Esclave d'Orient ou Aphrodite, déesse de l'amour (Afrodite, dea dell'amore)
- 1959 : Les Derniers Jours de Pompéi (Gli ultimi giorni di Pompei) (coréalisation de Sergio Leone, non crédité)
- 1960 : Gastone
- 1961 : Les Brigands (I masnadieri)

### Comme scénariste
- 1926 : Sibérie, terre de douleur (Die Flucht in den Zirkus) coréalisé avec Guido Schamberg)
- 1930 : Les Chevaliers de la montagne (Der Sohn der weißen Berge)
- 1931 : Fra Diavolo
- 1933 : Trois Hommes en habit (Tre uomini in frack)
- 1933 : Le Masque qui tombe
- 1935 : La Marche nuptiale (La marcia nuziale)
- 1936 : Trenta secondi d'amore
- 1939 : Frenesia
- 1939 : Le Ring enchanté (Io, suo padre)
- 1940 : Le Pont des soupirs (Il ponte dei sospiri)
- 1940 : Dette d'honneur (La gerla di papà Martin)
- 1941 : Le roi s'amuse (Il re si diverte)
- 1941 : Le Chevalier noir (Marco Visconti)
- 1942 : Avanti c'è posto..., avec Aldo Fabrizi
- 1943 : Campo de' fiori
- 1943 : Che distinta famiglia !
- 1950 : Il voto
- 1951 : Stasera sciopero
- 1951 : Son dernier verdict (L'ultima sentenza)
- 1953 : Phryné, courtisane d'Orient (Frine, cortigiana d'Oriente)
- 1954 : Haine, Amour et Trahison
- 1958 : Aphrodite, déesse de l'amour ou L'Esclave de l'Orient (Afrodite, dea dell'amore)
- 1960 : Gastone
- 1961 : Les Brigands (I masnadieri)

### Comme monteur
- 1933 : Trois Hommes en habit (Tre uomini in frack)

### Comme producteur
- 1921 : L'amico
- 1933 : Le Masque qui tombe